# Igor Jovanović
Igor Jovanović (* 3. Mai 1989 in Zagreb) ist ein ehemaliger kroatischer Fußballspieler, der auch die deutsche Staatsangehörigkeit besitzt. Er spielte zumeist auf der Position des rechten Verteidigers oder in der Innenverteidigung.

## Karriere
Jovanović wurde in Zagreb geboren und wuchs in München auf. Er spielte in seiner Jugend für den TSV 1860 München, dann ein Jahr bei der SpVgg Unterhaching und anschließend ein Jahr in der A-Jugend-Bundesliga für Wacker Burghausen.
Jovanović unterschrieb in Burghausen einen Profivertrag für die 2. Bundesliga. Burghausen stieg jedoch aus der 2. Bundesliga ab, und so spielte er ein Jahr in der Regionalliga Süd. Zur Saison 2008/09 wechselte Jovanović zum 1. FC Kleve in die Regionalliga West, welche nach Einführung der 3. Liga nur noch die vierthöchste deutsche Spielklasse war.
Im Sommer 2009 ging Jovanović zum finnischen Erstligisten Turku PS und absolvierte bis Ende der Saison fünf Ligaspiele. In der folgenden Saison 2010 kam Jovanović zu 25 Ligaeinsätzen und belegte am Saisonende mit Turku den 3. Tabellenplatz. Dazu gewann er mit der Mannschaft den finnischen Pokal. Außerdem absolvierte er in der Qualifikation zur UEFA Europa League 2010/11 drei internationale Einsätze.
Nach Ende des finnischen Spieljahres, in der deutschen Winterpause wechselte Jovanović im Januar 2011 in die 3. Liga zum SV Babelsberg 03. Er erhielt einen Vertrag bis zum Saisonende. Nach 18 Spielen bis Saisonende für den Filmstadtclub wechselte der Kroate am 8. Juni 2011 zum FC Rot-Weiß Erfurt. Dort unterschrieb er einen Zweijahresvertrag. An den ersten Spieltagen der Saison 2011/12 kam er zum Einsatz, dann fiel er wegen einer hartnäckigen Kniereizung aus. Zur Rückrunde wurde er in die zweite Mannschaft versetzt und fiel dort nach zwei Spielen erneut aus. Anfang Januar 2013 wurde dann sein Vertrag in beiderseitigem Einvernehmen vorzeitig aufgelöst.
Ein paar Monate später zog es ihn wieder in die erste Liga Finnlands zum FF Jaro aus Jakobstad, für welchen er die Saison 2013 bis auf eine längere Pause im Spätsommer fast komplett durchspielte. Innerhalb des Landes ging es noch einmal zurück zu Turku, für welchen er von Frühling bis Sommer 2014 noch einige Male zum Einsatz kam. Zur Saison 2014/15 wechselte er danach ablösefrei erstmals nach Polen zum Zweitligisten Miedź Legnica. Dort sollte er beim Start der Saison jedoch nur auf drei Einsätze kommen und wurde, für eine Ablöse von 100.000 €, bereits einen Monat später zu Bnei Sachin aus Israel verkauft. In seiner ersten Saison kam er hier zwar noch öfters zum Einsatz, in der Saison 2015/16 kam er dann aber nur noch auf drei Einsätze. Abschließend daran fand er erst einmal keinen neuen Verein und wurde wieder einmal vereinslos.
Zum Start der Saison 2017 meldete er sich ein drittes Mal wieder in Finnland zurück, diesmal lief er für den FC Lahti auf und erreichte bis zum Sommer 2018 eine ordentliche Einsatzzahl. Nun ging es nach Rumänien, zum Sepsi OSK Sfântu Gheorghe, für welche er über die gesamte Saison auflief. Ablösefrei ging es nun weiter nach Griechenland zum Panetolikos GFS, für den er bis Februar 2020 auflief. Diesmal verließ er erstmals Europa um sich dem Seongnam FC aus Südkorea anzuschließen. Im Januar 2021 wechselte er nach Rumänien zu Astra Giurgiu und von dort im Sommer 2021 zum FK Sūduva nach Litauen. Im Anschluss ließ er bis Anfang des Jahres 2023 seine Karriere bei Dinamo Bukarest und dem FC Brașov ausklingen.
Bereits während seiner Spielerkarriere betätigte er sich immer wieder auch als Spieleragent und lotste beispielsweise im Jahre 2021 Andrija Bošnjak nach Finnland.

## Erfolge
- Finnischer Pokalsieger: 2010